# 王惠芸
王惠芸（1920年—2011年），女，四川荣县人，中国口腔医学家，曾任第四军医大学教授、博士生导师。